# Remixed!
Remixed! è un EP in edizione limitata con remix vari e inediti degli Scissor Sisters. Esso comprende canzoni come The Skin, che non era disponibile al di fuori del Regno Unito, la pubblicazione della loro prima hit Electrobix e le extended versions di alcuni brani dal loro album di debutto Scissor Sisters.
L'album è stato reso disponibile solo come download digitale sull'iTunes Store il 21 settembre 2004.

## Tracce
1. Filthy/Gorgeous (ATOC vs Superbuddha Remix) – 4:13
2. Comfortably Numb (ATOC Dub Remix) – 4:44
3. The Skins – 2:58
4. Comfortably Numb (Tiga Remix) – 5:48
5. Electrobix (12" mix) – 6:00
6. Filthy/Gorgeous (Extended Original) – 5:44
7. Comfortably Numb (ATOC Extended Edit) – 5:39
8. Comfortably Numb (Tiga Dub) – 5:24
9. Electrobix (Hungry Wives Remix) – 5:18